# Bilzermolen
De Bilzermolen (ook: Bilsermolen of Bouchoutmolen) is een watermolen op de Demer, gelegen aan de Kattebroekstraat 11, iets ten zuiden van de kom van Bilzen. Deze onderslagmolen fungeerde als korenmolen.
Reeds in de 13e eeuw heeft hier een molen gestaan, en in 1569 werd hij vermeld als Bouchoutmolen. In 1893 werd de molen beschadigd en daarna hersteld. Het molenbedrijf werd omstreeks de jaren van de Tweede Wereldoorlog stopgezet.
In 1998 overstroomde de Demer, waarbij de taluds van de molen werden beschadigd. Om dit te voorkomen werd in 2001 een bypass gebouwd met een vistrap. Ook werd begin 21e eeuw het molenhuis gerestaureerd.
De molen heeft een metalen halfslag-rad  en ook het maalwerk is nog intact. De huidige bewoner voerde rond 2022 nog renovatiewerken uit aan het metalen molenrad, de boom en het binnenwerk van de molen.

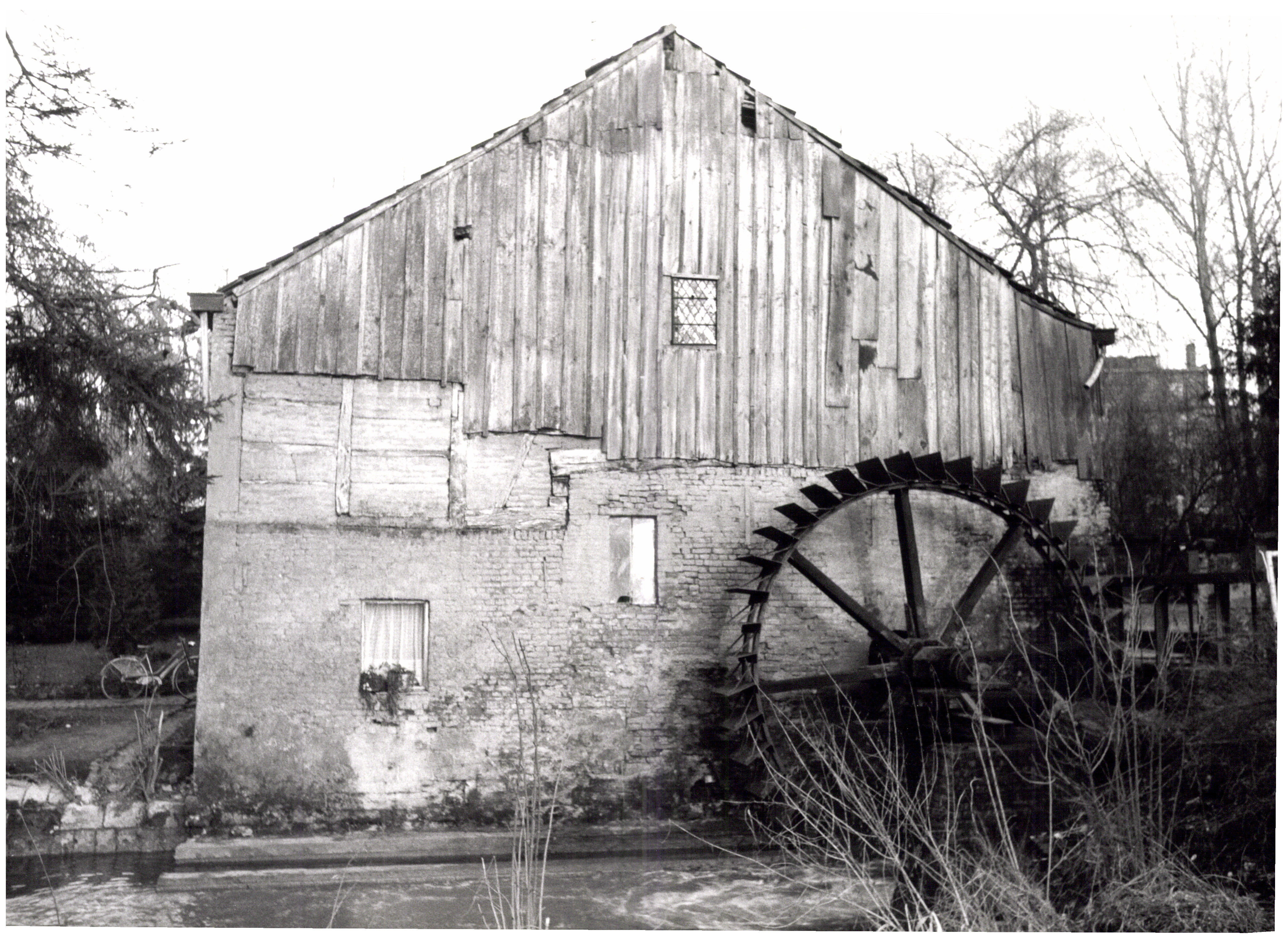
Bilzermolen in 1982
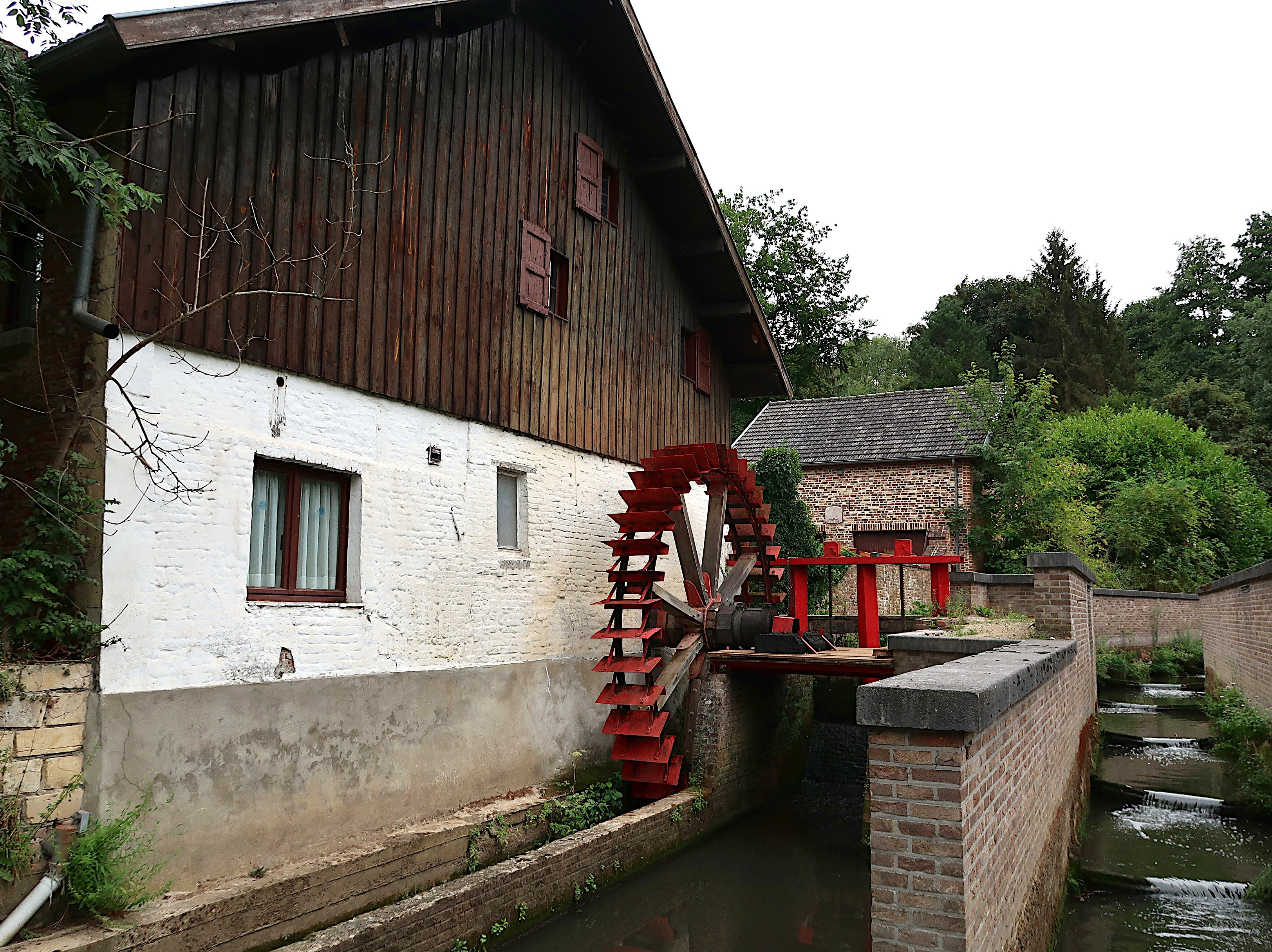
Bilzermolen in 2022

- Inventaris van het Bouwkundig Erfgoed (Vlaanderen): 200334